# Купрессова, Мария Викторовна
Мария Викторовна Купрессова (род. 26 августа 1978 года) — российская пловчиха в ластах.

## Карьера
Воспитанница Томского клуба СКАТ. 
Призёр чемпионата мира 1998 г. 
Рекордсмен мира среди юношей. 
2-кратный чемпион Европы 1995 г. 
Чемпион России 1994, 1995, 1998 гг. 
Победительница клубного чемпионата Европы в составе команды СКАТ 1998, 1999, 2001 гг.
В настоящее время на тренерской работе в клубе СКАТ.
Выпускница исторического факультета ТГУ
Вице-президент федерации бодибилдинга Томской области.
Директор фитнес-центра PowerHouse Gym Томск.